# Białe Błota (Białoruś)
Białe Błota (biał. Белыя Балаты, Biełyja Bałaty) – wieś na Białorusi, położona w obwodzie grodzieńskim w rejonie grodzieńskim w sielsowiecie Sopoćkinie.

## Historia
W końcu XVIII wieku dobra należały do sędziego grodzkiego Jana Morosa, w XIX wieku do Sobolewskich, a w okresie międzywojennym do Tukałłów. W latach 1921–1939 Białe Błota należały do gminy Balla Wielka w ówczesnym województwie białostockim.
Zachował się zbudowany w drugiej połowie XIX wieku parterowy dwór z piętrowym skrzydłem bocznym, otoczony niedużym parkiem z lipową aleją i starymi jaworami. W dworze mieściła się szkoła.